# 95 Arethusa
Arethusa /ærəˈθjuːsə/ (định danh hành tinh vi hình: 95 Arethusa) là một tiểu hành tinh lớn ở vành đai chính. Thành phần cấu tạo của nó gồm cacbonat nguyên thủy và nó có màu tối. Tiểu hành tinh này do nhà thiên văn học người Đức Robert Luther phát hiện ngày 23 tháng 11 năm 1867 và được đặt theo một trong nhiều tên Arethusa trong thần thoại Hy Lạp. Người ta đã quan sát thấy Arethusa che khuất một ngôi sao ba lần: lần đầu ngày 2 tháng 2 năm 1998 và hai lần vào tháng 1 năm 2003.